# متحف بوشكين

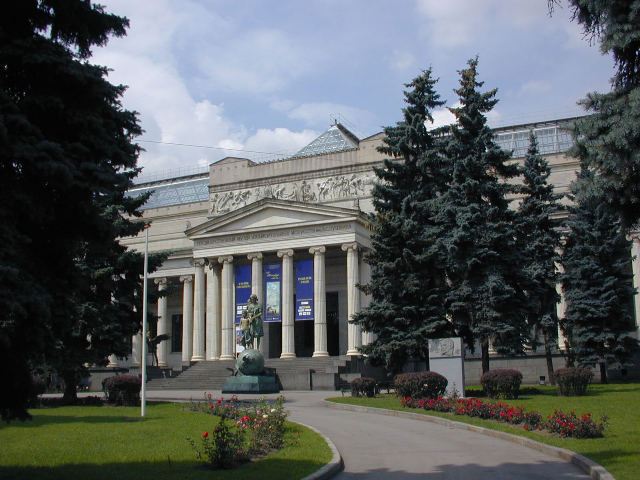
متحف بوشكين للفنون الجميلة.

متحف بوشكين للفنون الجميلة (الروسية: Музей изобразительных искусств им. А.С. Пушкина) هو أكبر متحف للفنون الأوروبية في موسكو، يقع المتحف في شارع فولخونكا.
سمي المتحف تكريماً للشاعر الروسي ألكسندر بوشكين وذلك خلال الذكرى المائوية لوفاته.

## المبنى
صُمم مبنى متحف بوشكين من قبل رومان كلاين وفلاديمير شوخوف بتمويل من يوري مالتسوف. بدأت عملية البناء في عام 1898 واستمرّت حتى 1912.
قاد إيفان ريبرغ الجهد الهندسي الهيكلي على موقع المتحف لمدة 12 عاماً.
في عام 2008 أعلن الرئيس ديمتري ميدفيدف خططاً للمتحف بقيمة 177 مليون دولار. وقد تم التأكيد على توسع 22 مليار روبية (670 مليون دولار)، الذي وضعه نورمان فوستر بالتعاون مع شركة معمارية محلية موسبروجيكت-5، في عام 2009، لكنه أصبح غارق في النزاعات مع المسؤولين والمحافظين، وازداد القلق من أنه لن يكتمل في الموعد المحدد لعام 2018، وبعد أن أصدر المهندس المعماري سيرغي كوزنيتسوف الإنذار، طالباً من فوستر القيام بدور أكثر نشاطاً في المشروع وإثبات التزامه بالقدوم إلى العاصمة الروسية في غضون شهر، انسحبت شركة نورمان فوستر من المشروع في عام 2013., وفي عام 2014 تم اختيار المهندس المعماري الروسي يوري غريغوريان، ومشروعه المُسمى «ميغانوم» لتولي المشروع، تصميم غريغوريان يوفر المباني العصرية.

## معرض الصور

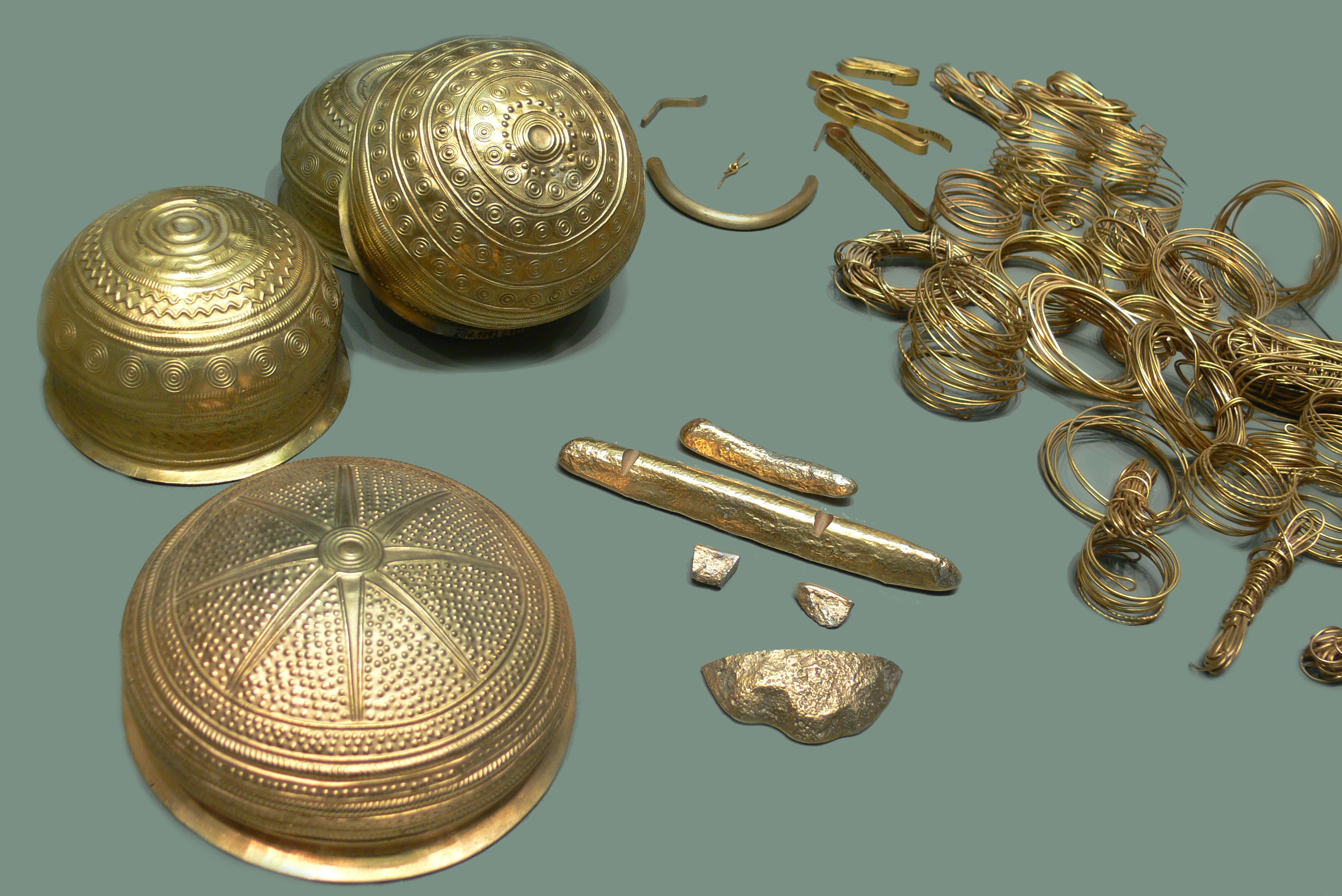
كنز إبرزوالد
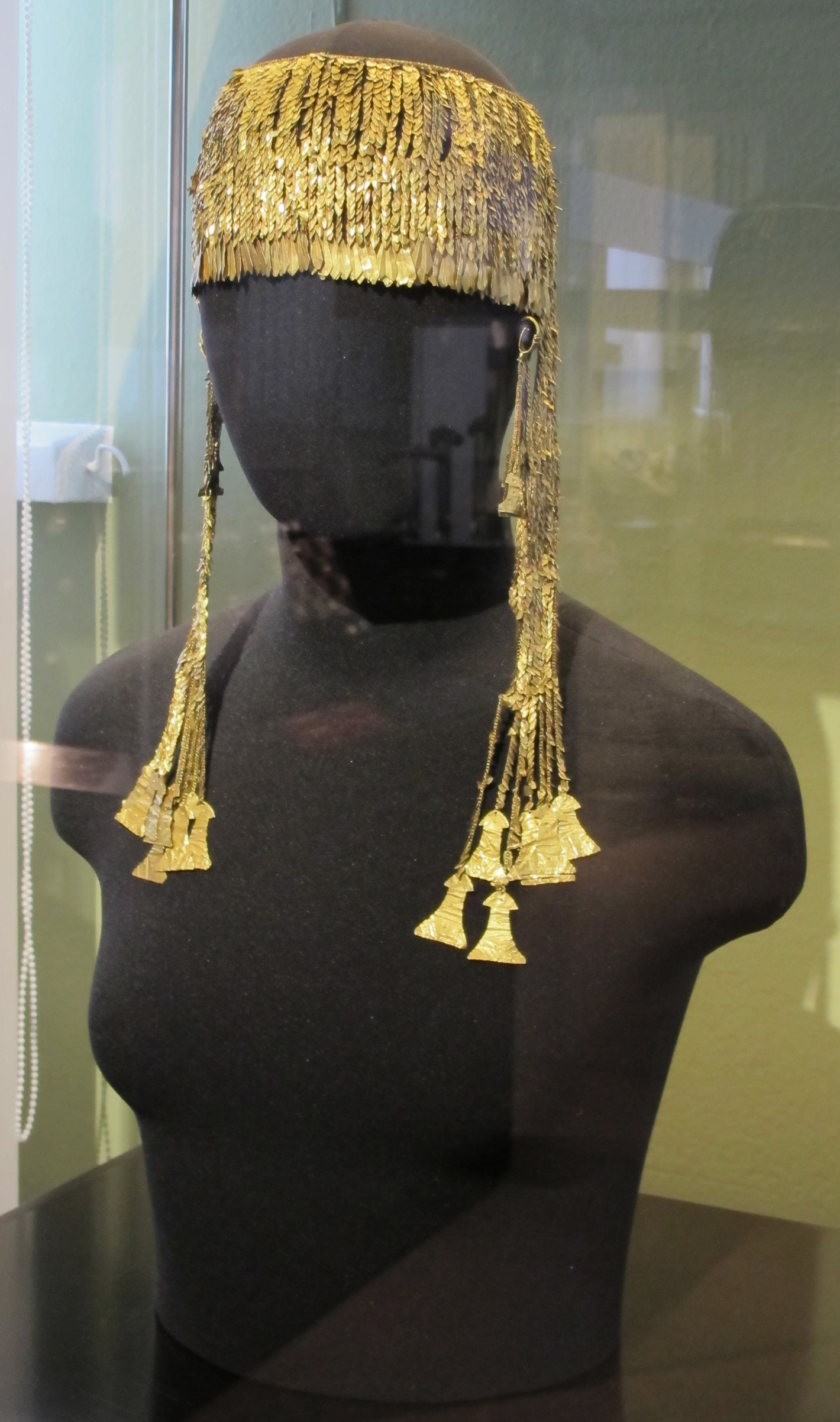
كنز بريام
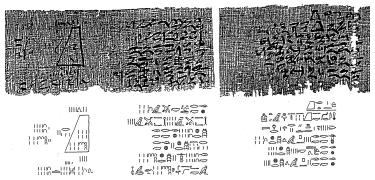
بردية موسكو الرياضية
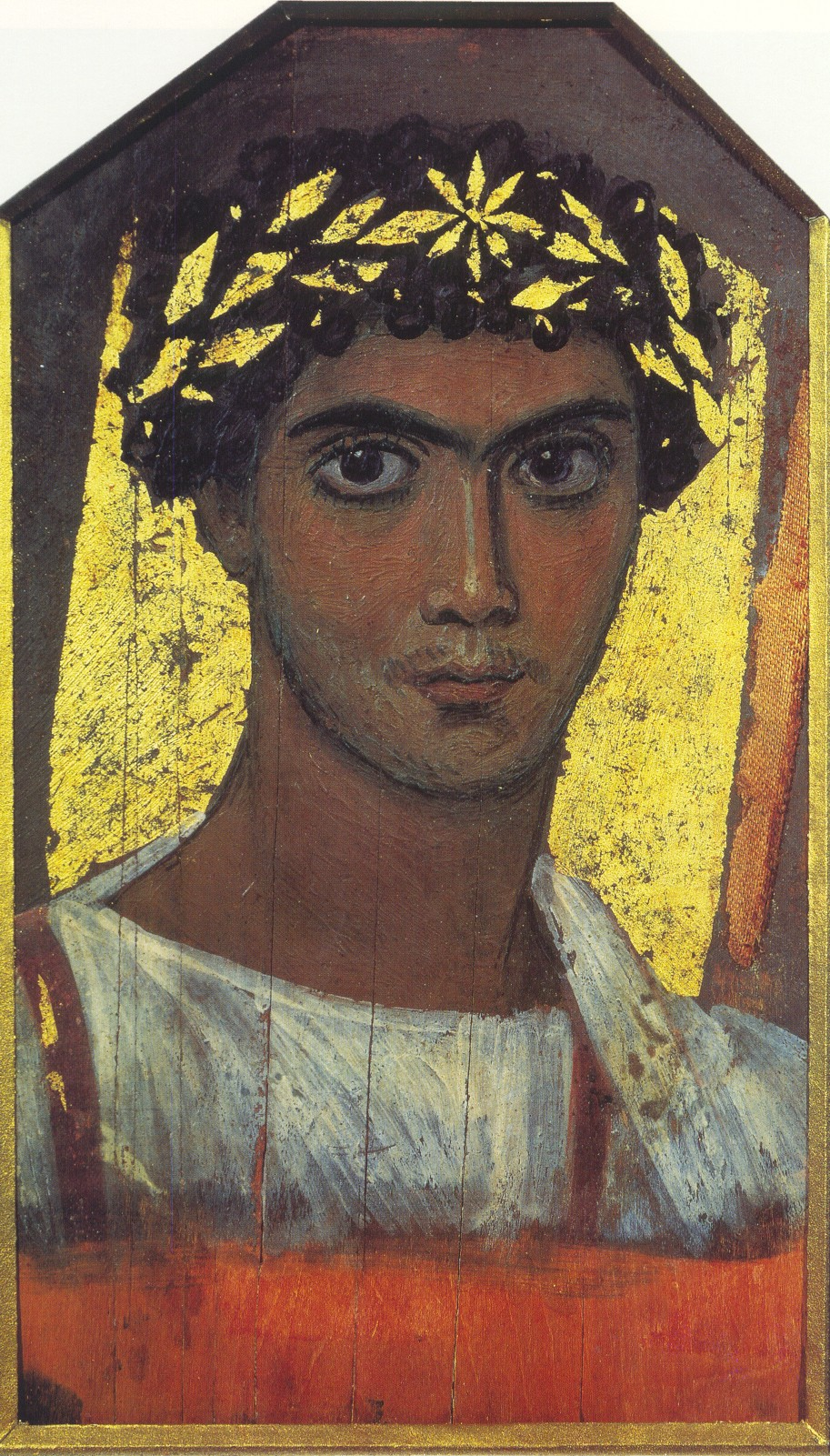
لوحات مومياوات الفيوم
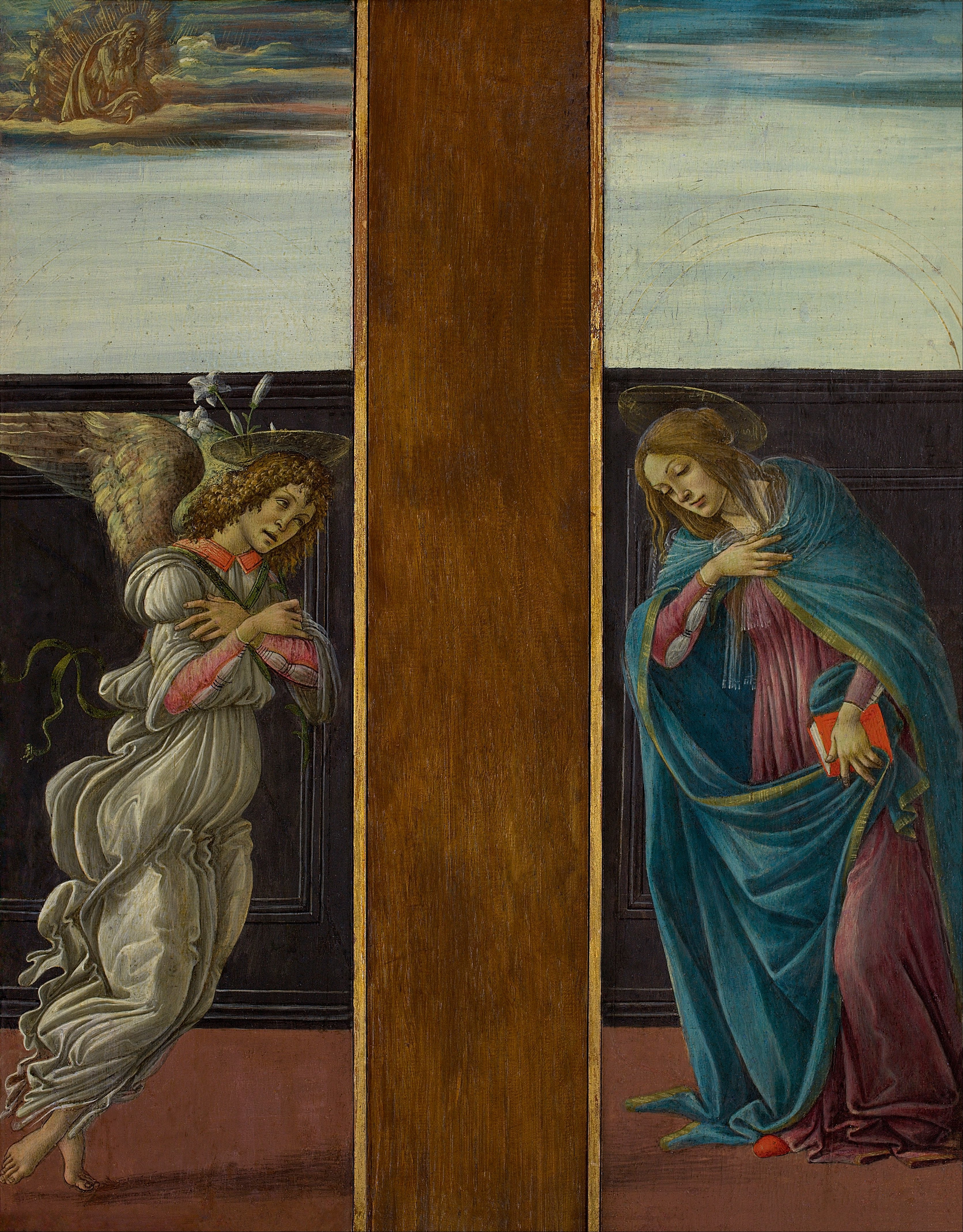
البشارة من ساندرو بوتيتشيلي
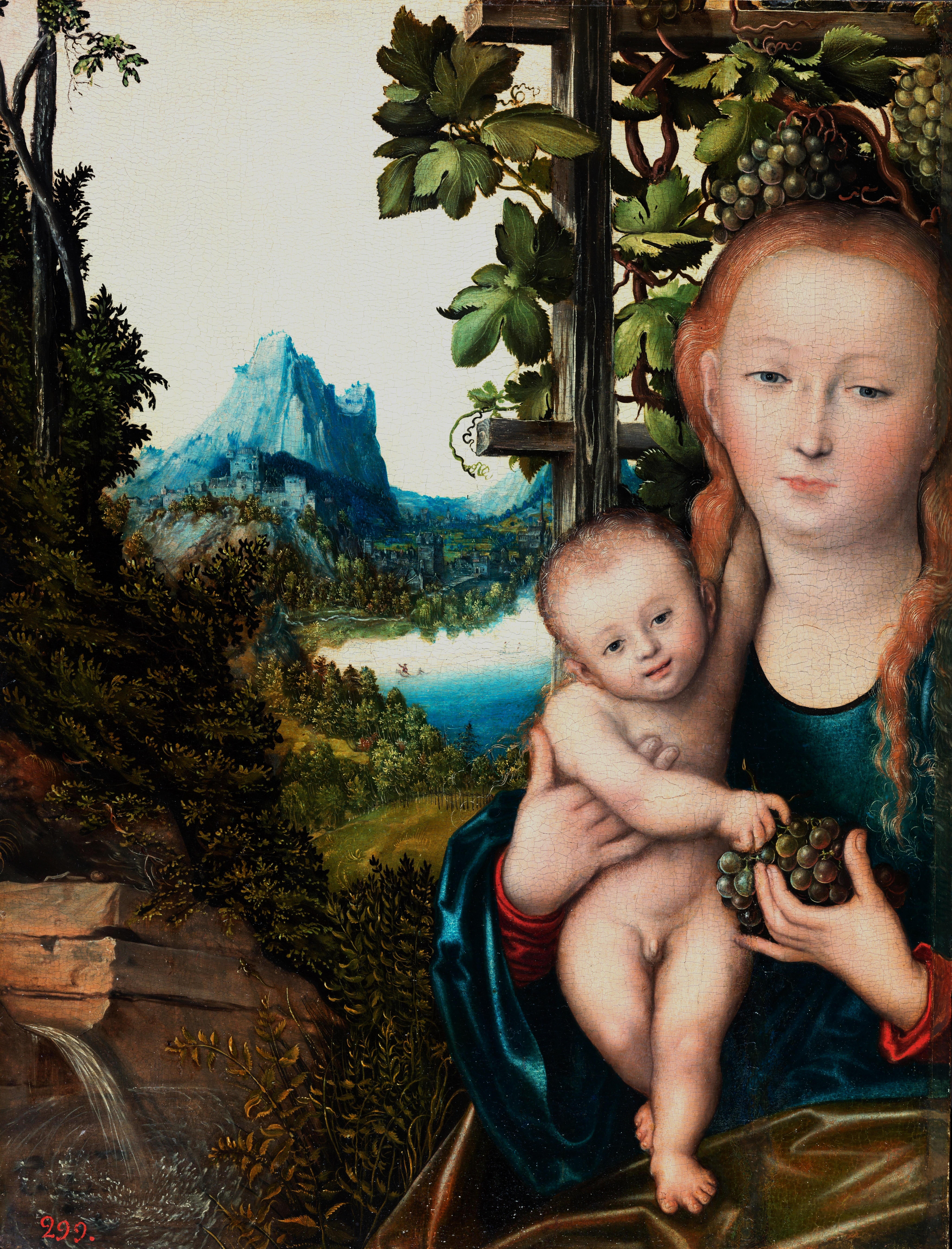
مادونا وطفل من لوقاس كراناش
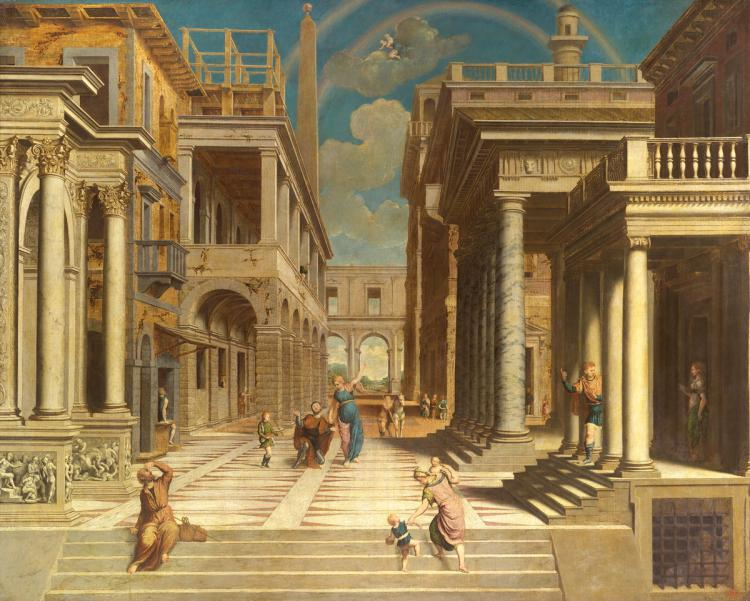
ظهور سيبيل إلى الإمبراطور أوغسطس من باريس بوردون
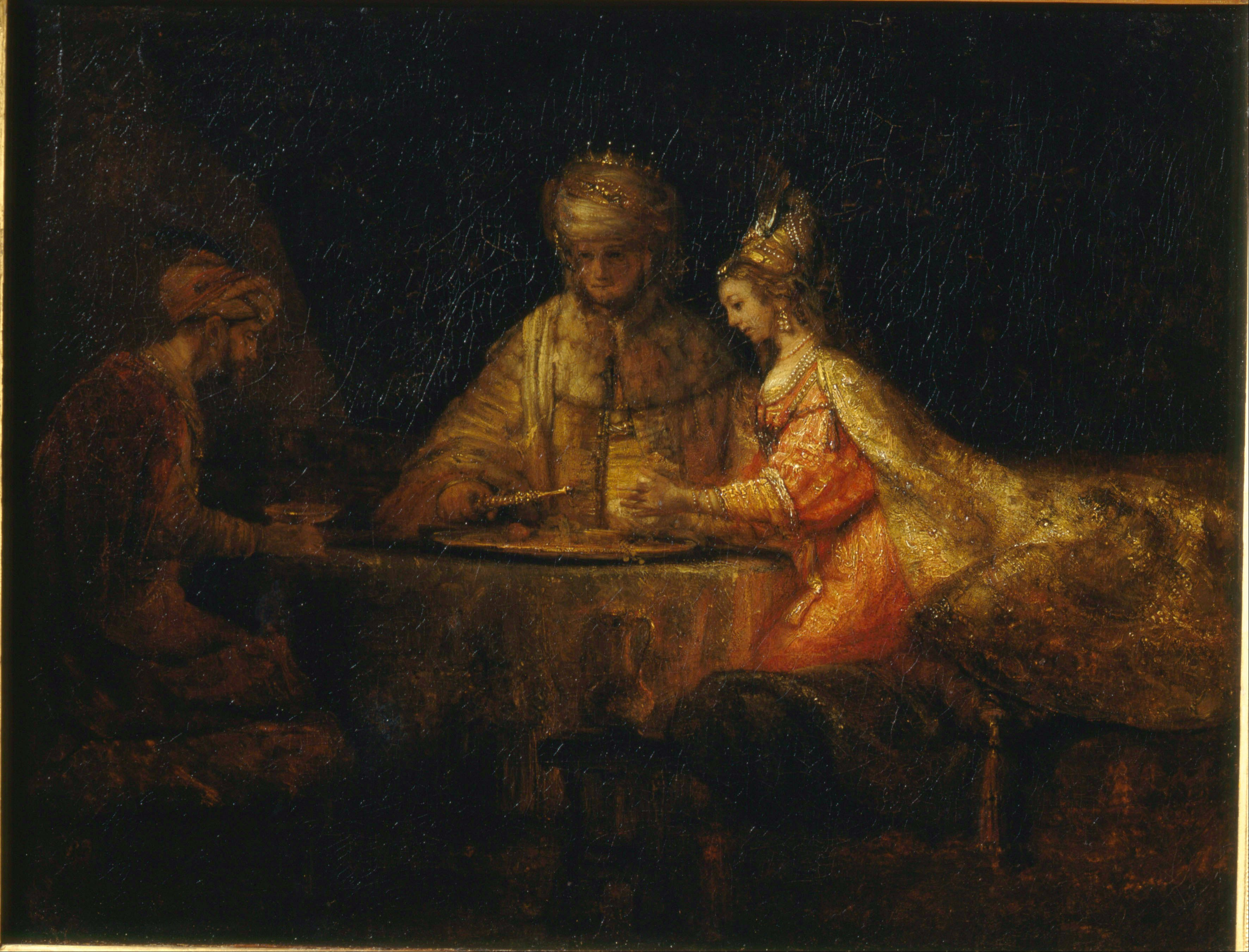
أهاسيروس وهامان في عيد إستير من رامبرانت
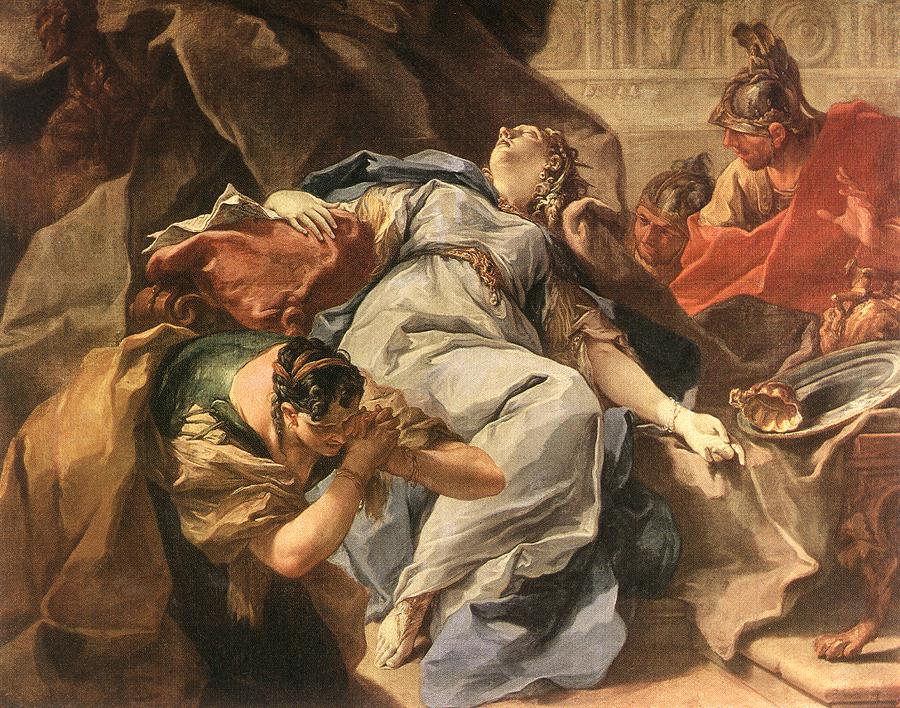
وفاة سوفونيسبا من جيامباتيستا بيتوني
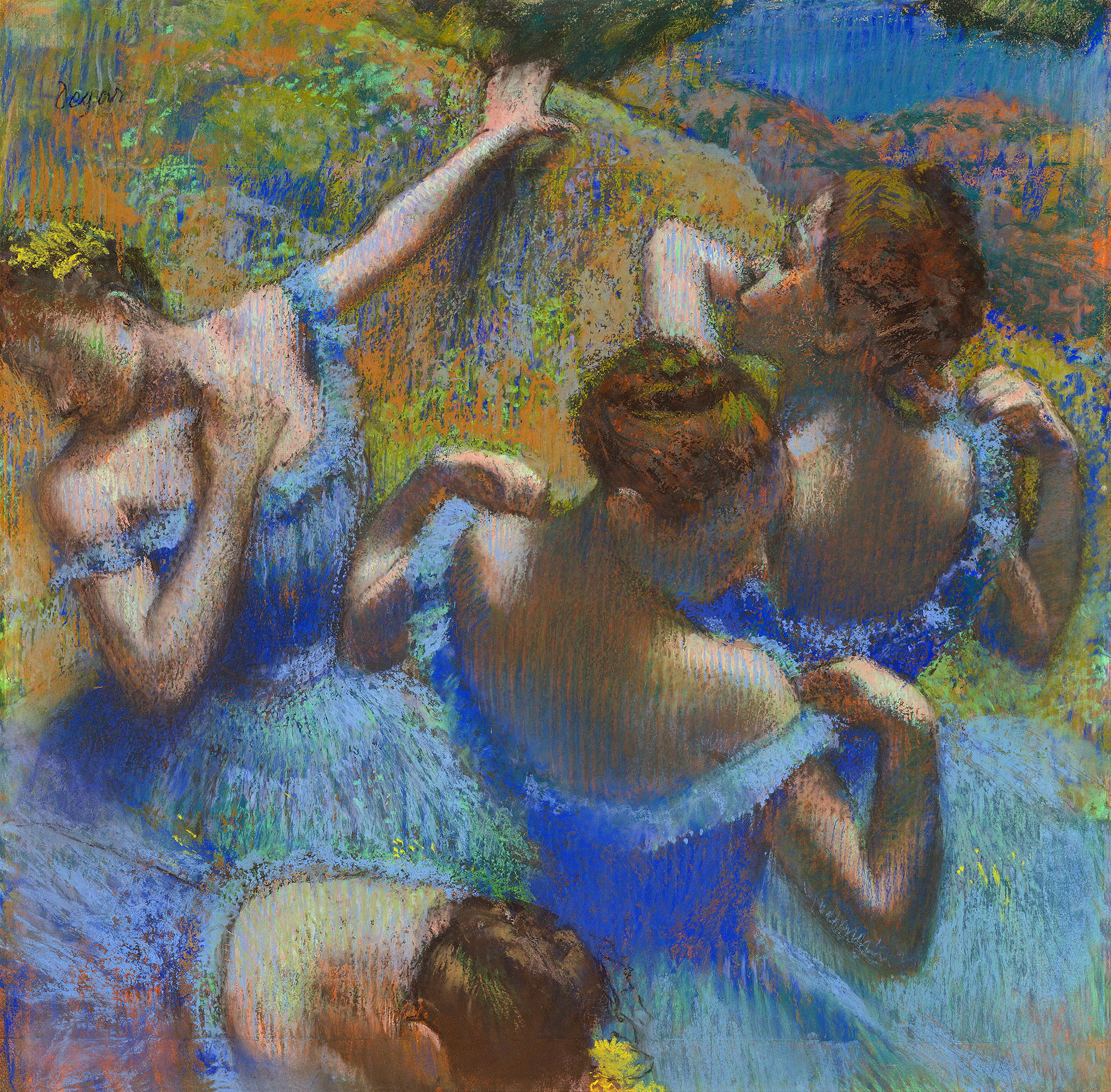
الراقصون الزرق من إدغار ديغا
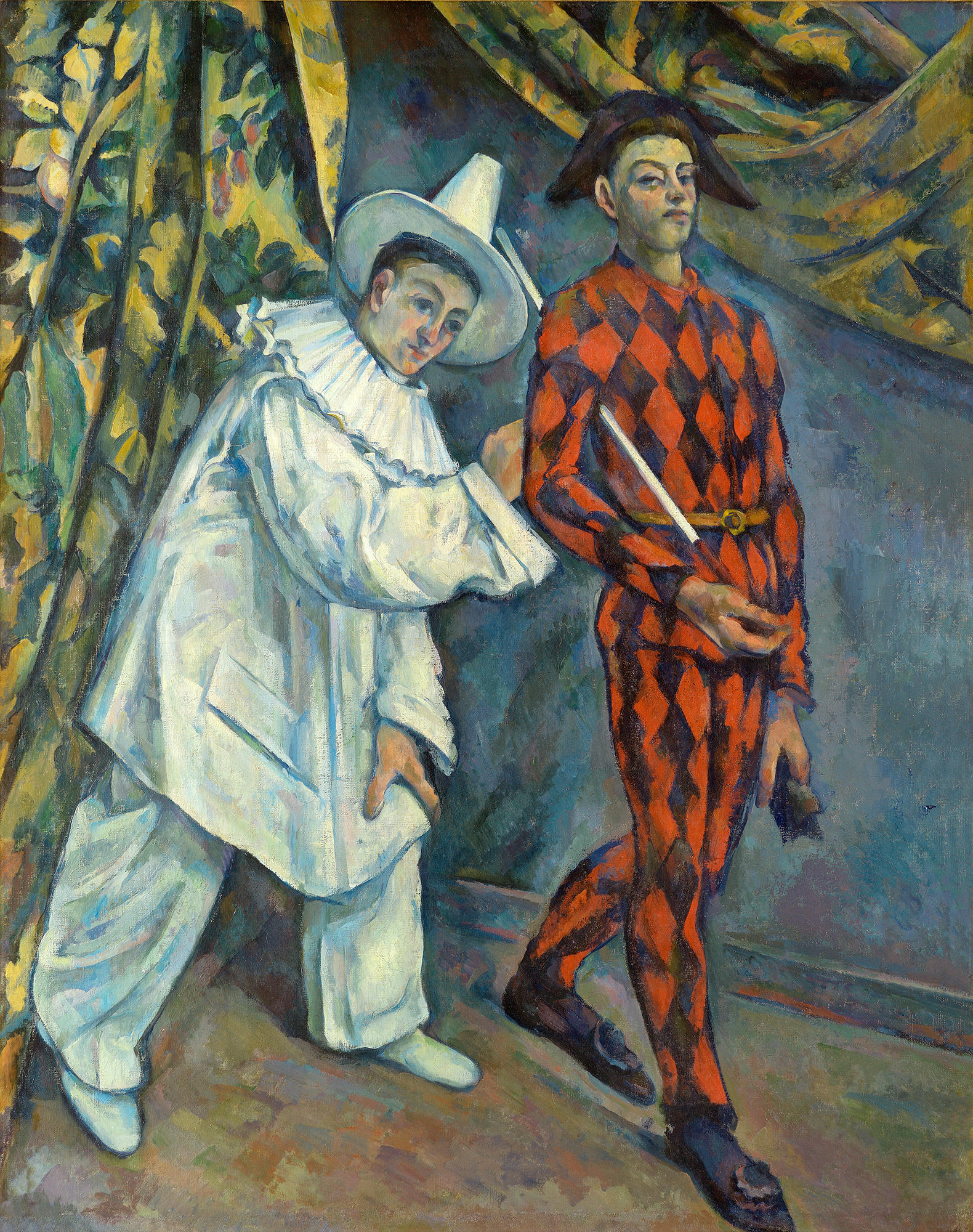
فاستناشت (ماردي غراس) من بول سيزان
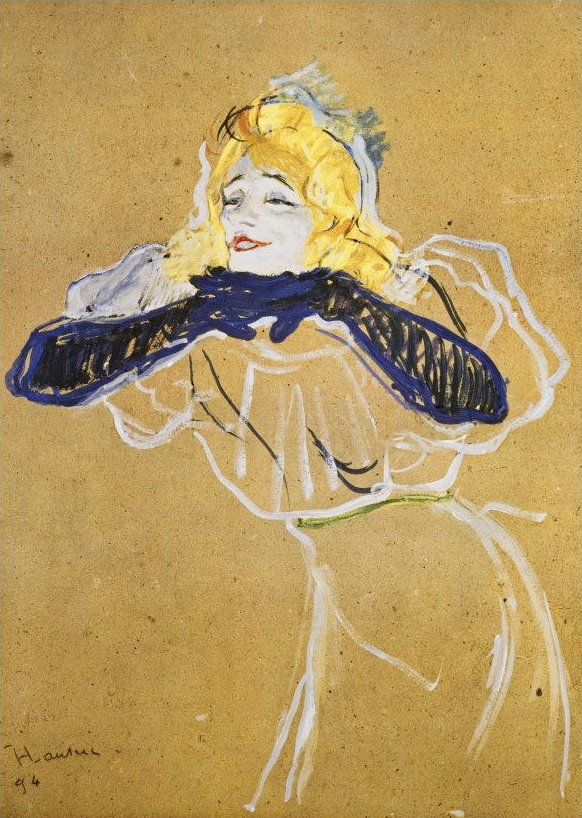
إيفيت غيلبرت من أنري تولوز لوترك
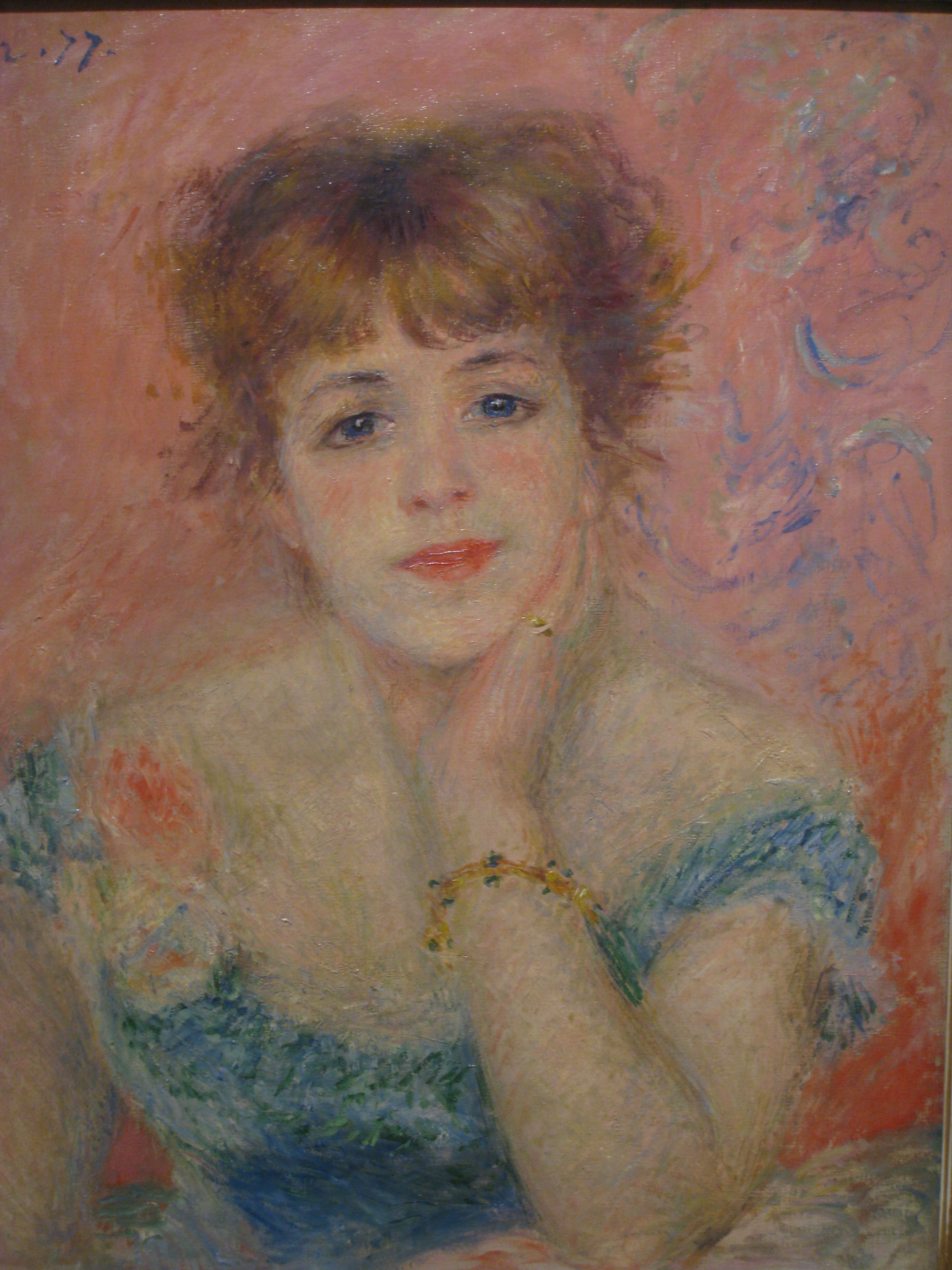
لوحة عن الممثلة جين ساماري من بيير أوجست رينوار
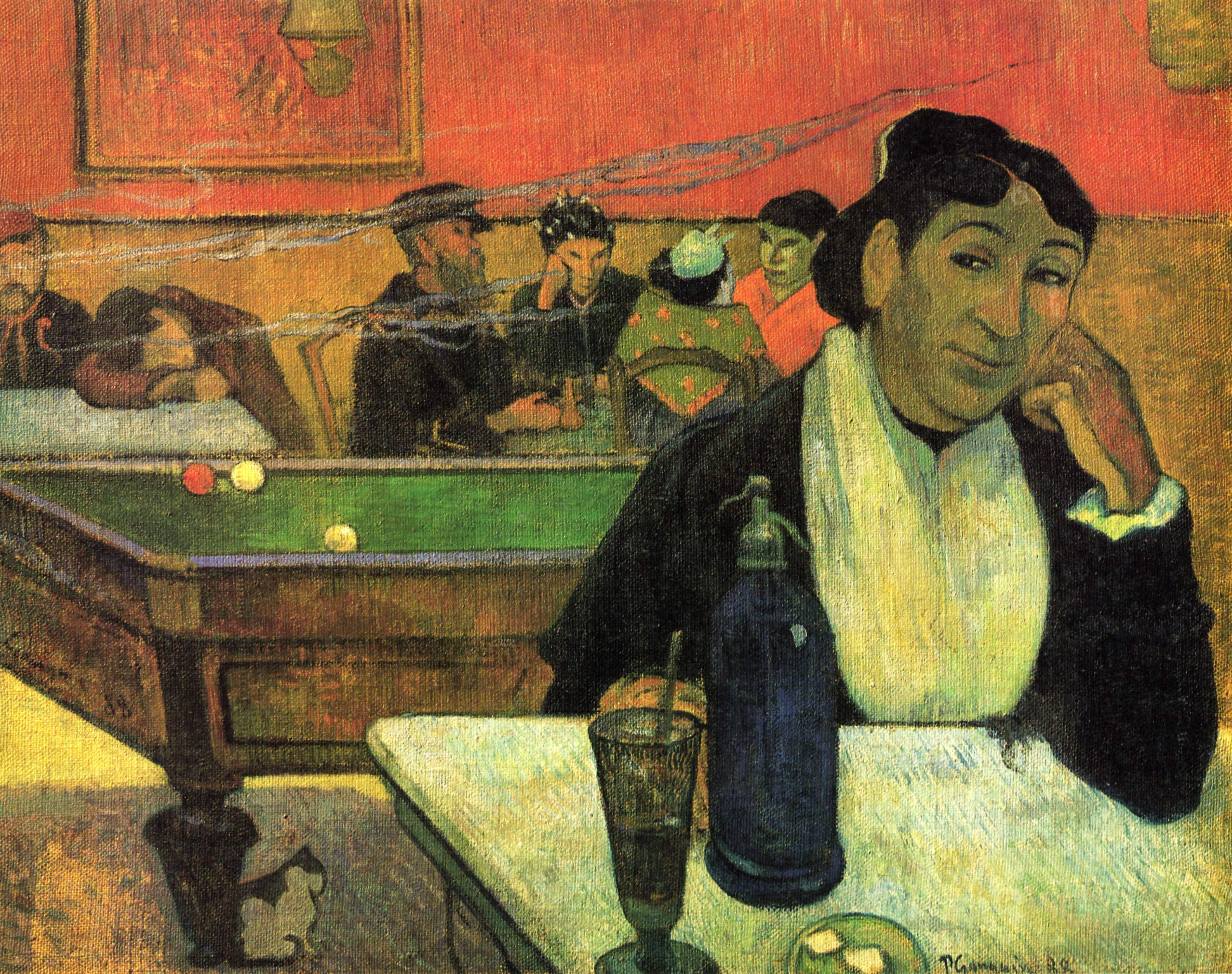
قهوة الليل, آراس من بول غوغان
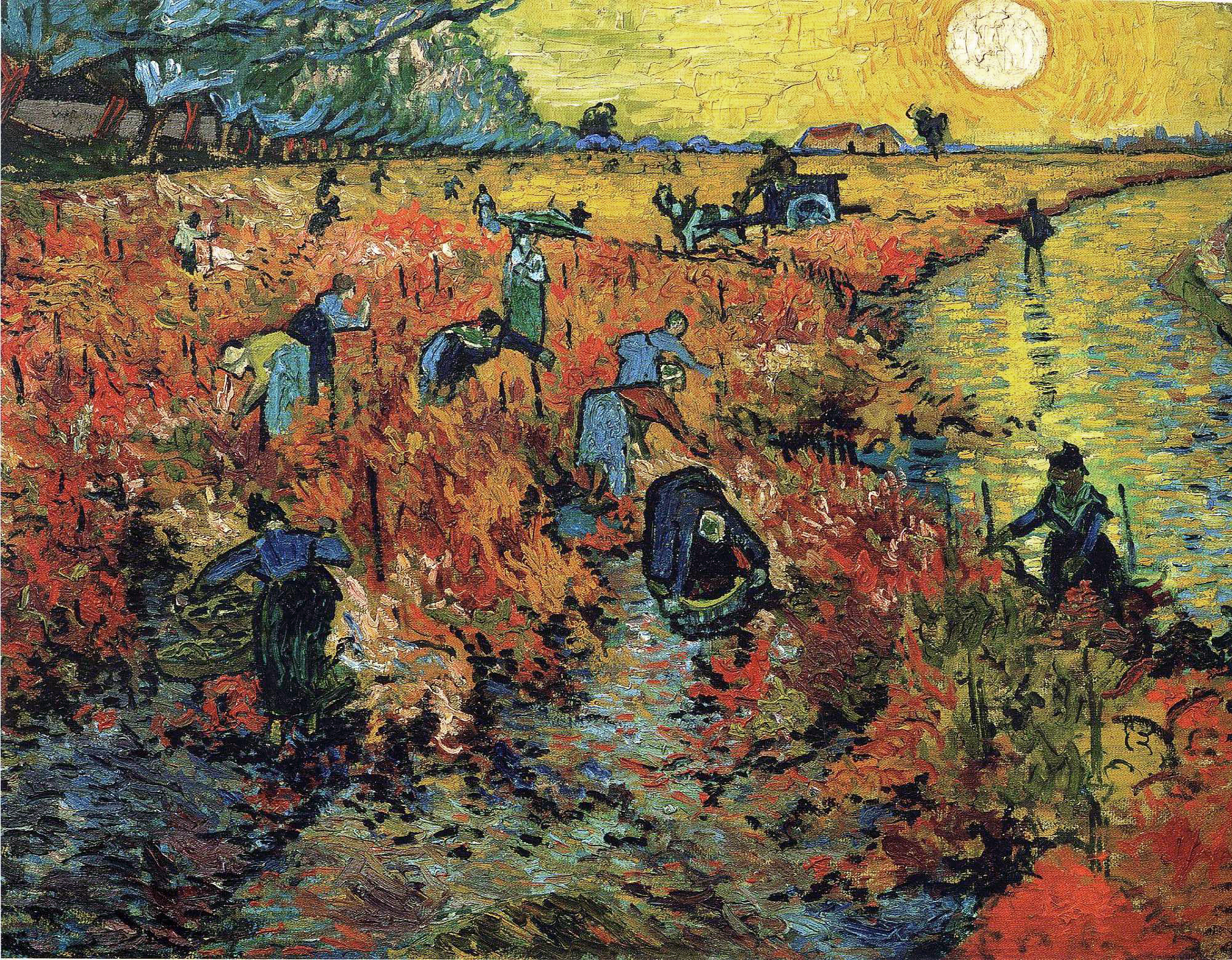
كروم العنب الأحمر من فينسنت فان غوخ

## وصلات خارجية
- الموقع الرئيسي لمتحف بوشكين